# Верхний Сепыч
Верхний Се́пыч — деревня в Глазовском районе Удмуртии в составе  сельского поселения Ураковское.

## География
Находится на расстоянии примерно 20 км на юг по прямой от центра района города Глазов. 

## История
Известна с 1795 года как починок Верх Сепычский. В 1811 году в починке проживало 14 семей. В середине XIX века значилась деревня Верх-Сепыцкая на реке Сепыче, 25 дворов и 273 жителя. В годы коллективизации в деревне был организован колхоз «Свобода».

## Население
Постоянное население  составляло 61 человек (удмурты 100%) в 2002 году, 25 в 2012.